# Parupeneus macronemus
Parupeneus macronemus es una especie de peces de la familia Mullidae en el orden de los Perciformes.

## Morfología
Los machos pueden llegar alcanzar los 40 cm de longitud total.

## Distribución geográfica
Se encuentra desde el mar Rojo y el golfo Pérsico hasta KwaZulu-Natal (Sudáfrica), Indonesia y Filipinas.

## Hábitat
Es un pez de mar.